# Mstice
Mstice jsou osada, část obce Vřeskovice v okrese Klatovy v Plzeňském kraji. Nachází se asi dva kilometry severovýchodně od Vřeskovic. Jsou zde evidovány tři adresy. V roce 2011 zde trvale žilo sedm obyvatel.
Mstice leží v katastrálním území Vřeskovice o výměře 8,7 km².

## Historie
První písemná zmínka o vesnici pochází z roku 1394.

## Obyvatelstvo
| Rok            | 1869 | 1880 | 1890 | 1900 | 1910 | 1921 | 1930 | 1950 | 1961 | 1970 | 1980 | 1991 | 2001 | 2011 | 2021 |
| -------------- | ---- | ---- | ---- | ---- | ---- | ---- | ---- | ---- | ---- | ---- | ---- | ---- | ---- | ---- | ---- |
| Počet obyvatel | 25   | 23   | 24   | 26   | 26   | 25   | 27   | 12   | 12   | 16   | 10   | 9    | 8    | 7    | 5    |
| Počet domů     | 4    | 4    | 4    | 4    | 5    | 3    | 5    | 3    | 3    | 5    | 3    | 3    | 3    | 3    | 2    |

## Obecní správa
Při sčítání lidu v letech 1850–1960 Mstice byly osadou obce Vřeskovice v okrese Přeštice. V letech 1961–1976 byly částí obce Borovy v okrese Klatovy. Od 30. dubna 1976 do 23. listopadu 1990 byly částí města Švihov v okrese Klatovy. Od 24. listopadu 1990 jsou opět částí obce Vřeskovice v okrese Klatovy.

## Galerie

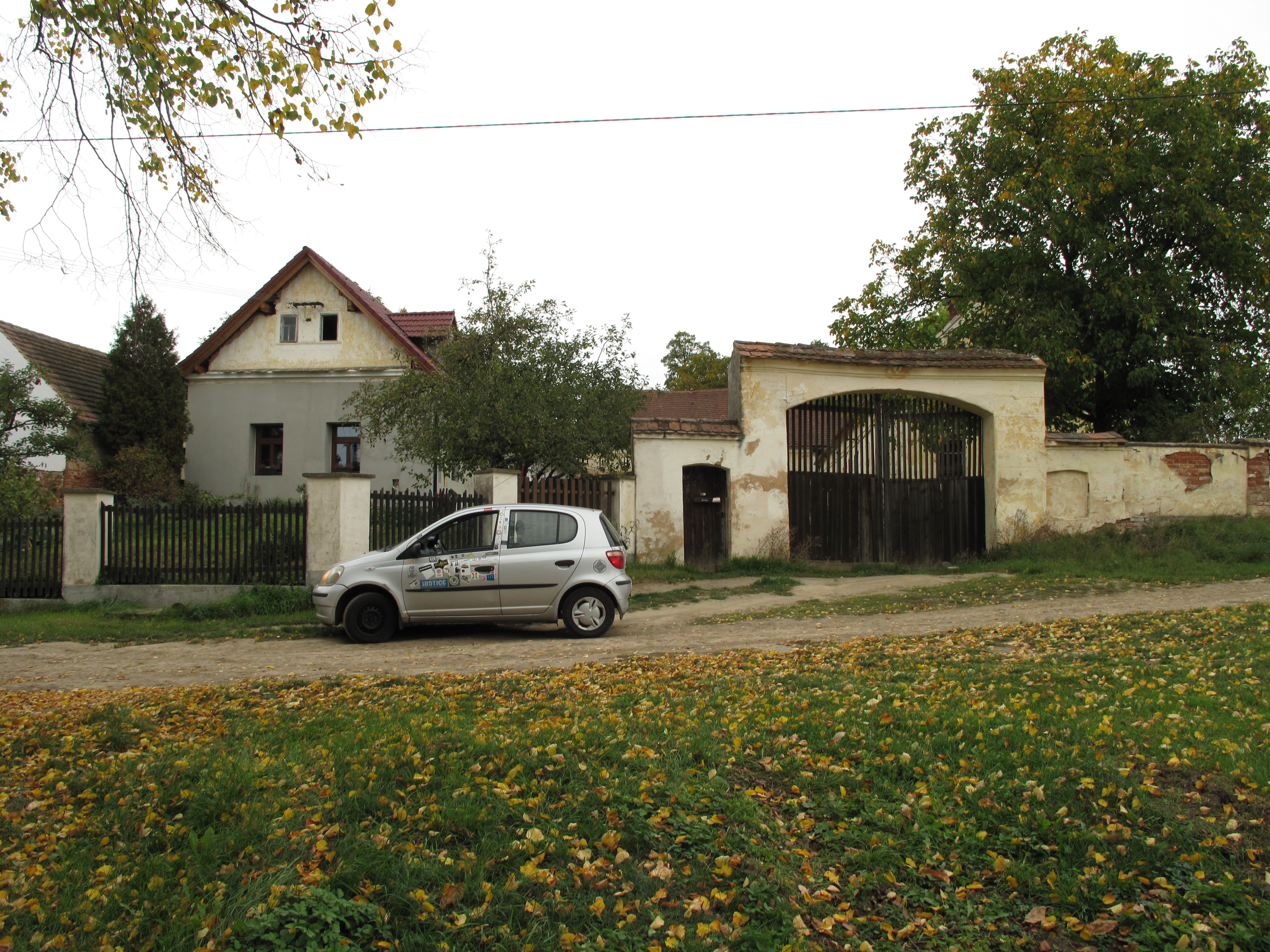
Chalupa
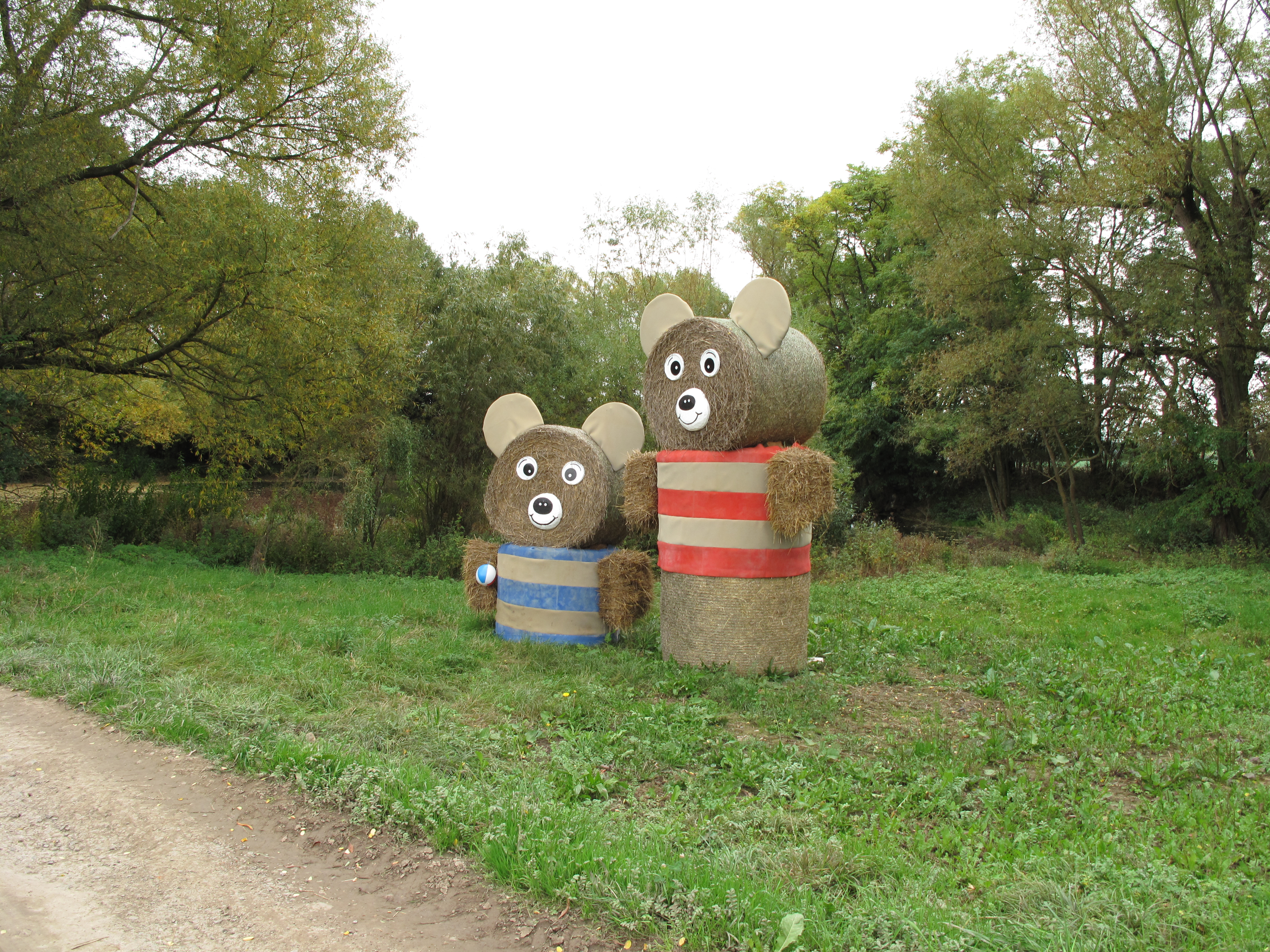
Sochy za balíků slámy
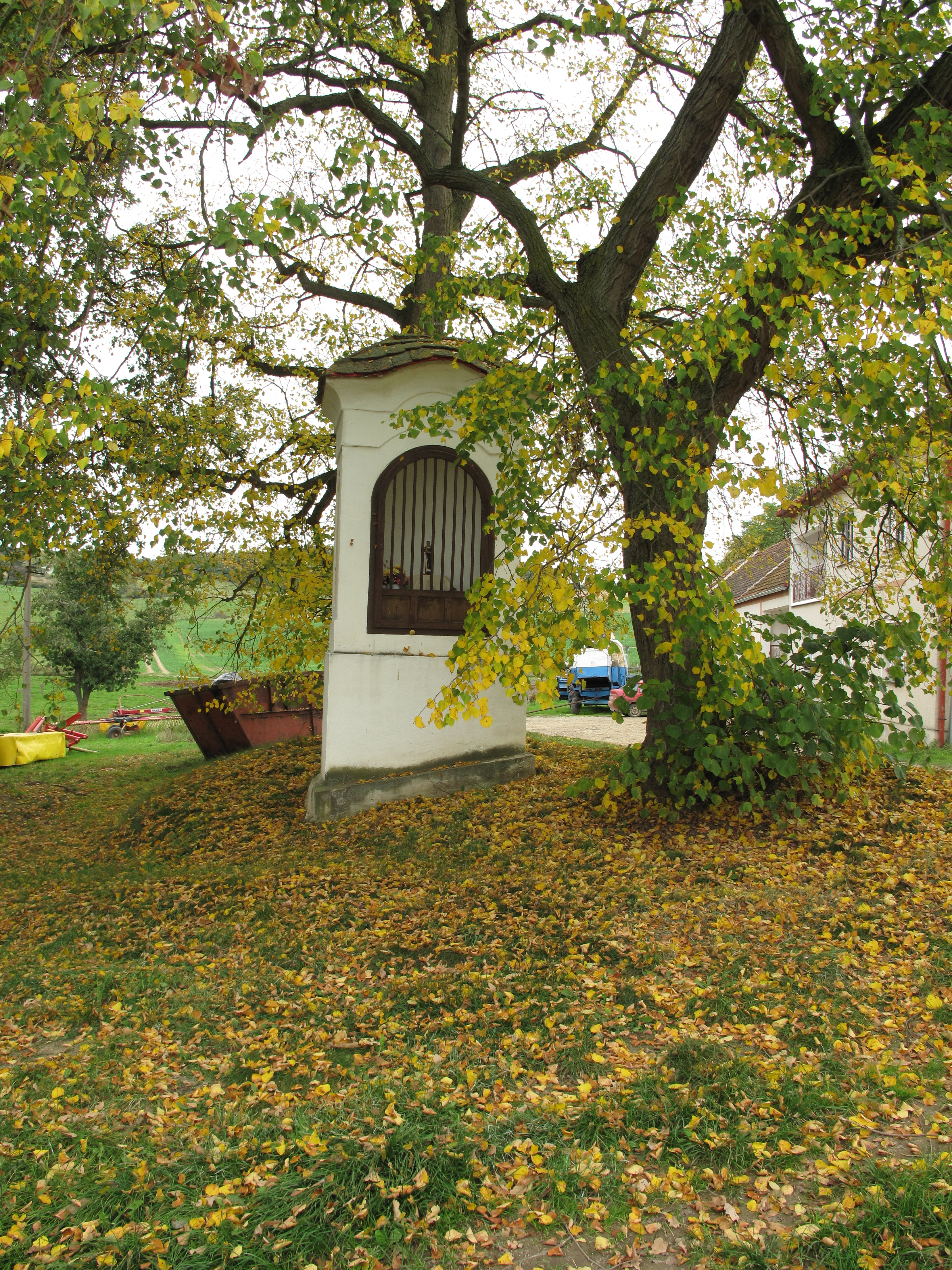
Kaplička